# Cycas duivenbodei
Cycas duivenbodei là một loài thực vật hạt trần trong họ Cycadaceae. Loài này được auct. mô tả khoa học đầu tiên năm 1886.